# 21 de septiembre
El 21 de septiembre es el 264.º (ducentésimo sexagésimo cuarto) día del año el 265.º (ducentésimo sexagésimo quinto) en los años bisiestos en el calendario gregoriano. Quedan 101 días para finalizar el año.

## Acontecimientos
- 331 a. C.: a 27 km al noreste de Mosul (Irak), Alejandro Magno derrota a Darío III de Persia en la batalla de Gaugamela. En la noche anterior hubo un eclipse lunar que permitió datar este evento.
- 672: en la localidad vallisoletana de Gérticos, Wamba es elegido rey de los visigodos. La aldea es llamada Wamba en su honor.
- 1177: en España, Alfonso VIII conquista Cuenca por la invasión islámica, tras el asedio de la localidad.
- 1248: en la provincia de Sevilla, las huestes cristianas de Fernando III conquistan a los musulmanes la villa de Alcalá de Guadaíra.
- 1526: al noroeste de la actual República del Ecuador, un grupo de españoles al mando de Bartolomé Ruiz fundan la aldea de San Mateo (actual ciudad de Esmeraldas, capital de la provincia de Esmeraldas).
- 1561: la ciudad de Valladolid es arrasada por un incendio.
- 1697: en Ryswick se firma el fin de la Guerra de la Liga de Augsburgo iniciada en 1690, mediante la que se pretendía hacer retroceder a Francia a las fronteras de los tratados de Westfalia y los Pirineos, sin que Luis XIV sufra pérdidas onerosas.
- 1676: en Roma, Italia, es elegido papa Inocencio XI, quien durante su pontificado luchará contra los jesuitas y contra el absolutismo.
- 1706: las tropas borbónicas, gracias a su victoria en el combate del Albujón durante la guerra de sucesión española, aíslan el núcleo austracista de Cartagena.
- 1721: en Cuba, los dominicos fundan la Universidad de La Habana ocupando el lugar del antiguo San Juan de Letrán con el nombre de Real y Pontificia Universidad de San Gerónimo de La Habana.
- 1776: durante la Campaña de Nueva York y Nueva Jersey se empieza Gran Incendio de Nueva York.
- 1784: en Pensilvania (Estados Unidos) empieza a publicarse el primer diario de ese país.
- 1792: en Francia, la Asamblea Legislativa proclama la Primera República francesa.
- 1810: en Mérida (Venezuela) los patriotas fundan la primera universidad republicana de Latinoamérica, la Real Universidad de San Buenaventura de Mérida (la actual Universidad de Los Andes).
- 1821: en El Salvador se firma el Acta de Independencia de la Intendencia de San Salvador.
- 1843: La goleta Ancud iza en el puerto del Hambre la bandera chilena y toma posesión en nombre de su país del estrecho de Magallanes.
- 1860: en China, durante la segunda guerra del Opio, las fuerzas anglo-francesas derrotaron a las tropas chinas durante la Batalla de Baliqiao.
- 1863: en Madrid, el rey de España reconoce la independencia de la República Argentina (que esta proclamó 47 años antes, el 9 de julio de 1816).
- 1866: en Estados Unidos comienza su actividad el 7.º Regimiento de Caballería del Ejército de los Estados Unidos.
- 1884: en la esquina de las calles Medrano y Rivadavia (en el porteño barrio de Almagro) se inaugura la tradicional confitería Las Violetas.
- 1895: en Estados Unidos se abre la primera fábrica de automóviles, Duryea Motor Wagon Company.
- 1903: en Estados Unidos se proyecta la primera película western, Kit Carson, de 21 minutos de duración.
- 1913: tratado de paz entre Turquía y Bulgaria, por el que esta última renuncia a la zona de Adrianópolis.
- 1922: en la ciudad turca de Kayseri (la antigua Cesárea) se funda el Patriarcado Turco Ortodoxo Independiente.
- 1928: el rompehielos ruso Krassin parte de las islas Spitzberg y llega a los 81 grados, 44', latitud jamás alcanzada antes por ningún buque.
- 1930: Johann Ostermeyer patenta su invento, el flash.
- 1931: las fuerzas japonesas comienzan la ocupación de Manchuria, territorio nororiental de China.
- 1934: en Japón, el tifón Muroto azota el oeste de Honshu. El gobierno japonés confirma 3036 víctimas mortales.
- 1937: en Londres se publica la novela El hobbit, de J. R. R. Tolkien.
- 1940: explota un polvorín del ejército de tierra español provocando más de un centenar de muertos al sur de Valladolid.
- 1947: el gobierno del general Higinio Moriñigo, de Paraguay, derrota a los militares sublevados el 7 de marzo de ese mismo año.
- 1949: en la ciudad de Salta (Argentina) sale el primer ejemplar del periódico El Tribuno.
- 1951: en el barrio de la Pampa de la ciudad de Tarija (Bolivia) se funda el Club Atlético Ciclón.
- 1953: en Uruguay se funda el Hospital de Clínicas "Dr. Manuel Quintela".
- 1953: Da inicio la 1.ª Semana Internacional del Cine de San Sebastián, que se convertirá en la primera edición del futuro Festival Internacional de Cine de San Sebastián.
- 1954: se bota el submarino Nautilus perteneciente a la Armada de los Estados Unidos, primer navío de propulsión nuclear del mundo que puede permanecer sumergido durante grandes periodos de tiempo, ya que sus motores no necesitan aire para su funcionamiento. Con una velocidad superior a los 20 nudos puede navegar bajo el agua más rápido que la mayoría de los navíos de superficie. En 1958 será el primero en cruzar sumergido los hielos perpetuos del polo Norte.
- 1956: en la ciudad de León, el dictador nicaragüense Anastasio Somoza García es baleado por el poeta Rigoberto López Pérez, resulta mortalmente herido y murió ocho días después en Panamá.

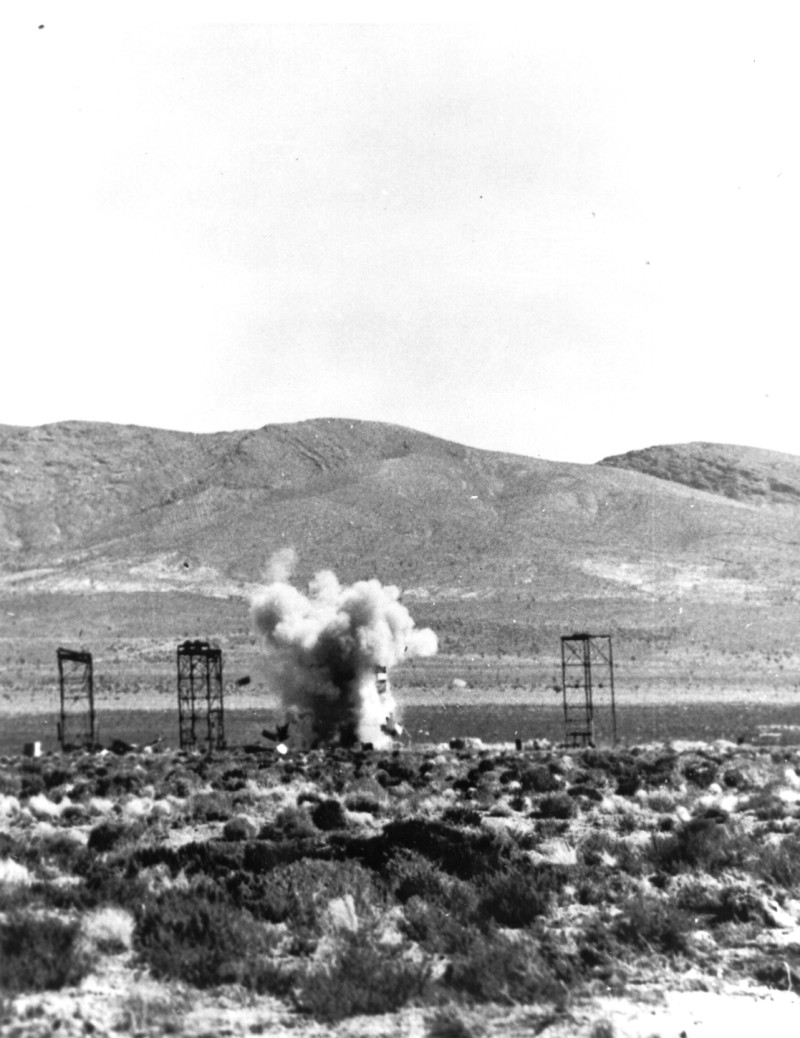
Explosión de la bomba atómica Luna (1958).

- 1957: Perry Mason, la serie de televisión, hizo su debut en CBS-TV. El show estuvo al aire durante 9 años.
- 1958: a 150 m bajo tierra, en el área U3m del Sitio de pruebas atómicas de Nevada (a unos 100 km al noroeste de la ciudad de Las Vegas), a las 11:00 (hora local) Estados Unidos detona su bomba atómica Luna (en español), de 0,015 kilotones. Es la bomba n.º 163 de las 1132 que Estados Unidos detonó entre 1945 y 1992. (En comparación, la bomba de Hiroshima tuvo una potencia de 13 kilotones).
- 1960: en Santiago del Estero (Argentina) se crea la Universidad Católica de Santiago del Estero.
- 1961: el argentino Antonio Abertondo nada el Canal de la Mancha en ambas direcciones (ida y vuelta) en un tiempo de 43 horas y 10 minutos.
- 1961: en Estados Unidos realiza su primer vuelo el helicóptero Boeing CH-47 Chinook.
- 1964: Malta se independiza del Imperio británico.
- 1965: las Maldivas y Singapur son admitidos como miembros de las Naciones Unidas.
- 1965: en Egipto, debido a la construcción de la presa de Asuán, se traslada el rostro de Ramsés II (de 20 toneladas) desde el templo de Abu Simbel.
- 1966: la sonda soviética Zond 5 es la primera en dar una vuelta en torno a la Luna y regresar a la Tierra.
- 1967: a 174 metros bajo tierra, en el área U10ds1 del Sitio de pruebas atómicas de Nevada (a unos 100 km al noroeste de la ciudad de Las Vegas), a las 12:45 (hora local) Estados Unidos detona su bomba atómica Marvel, de 2,2 kilotones. Es la bomba n.º 521 de las 1132 que Estados Unidos detonó entre 1945 y 1992.
- 1967: en Estados Unidos se realiza el primer vuelo de un helicóptero militar AH-56 Cheyenne.
- 1967: el almirante Luis Carrero Blanco es designado vicepresidente del gobierno español por el general Franco.
- 1970: en Argentina, la dictadura militar de Alejandro Agustín Lanusse niega el permiso para la realización del Primer Festival de Música Joven a realizarse en la ciudad de Lobos (provincia de Buenos Aires).
- 1971: Bután ingresa en las Naciones Unidas.
- 1972: en Filipinas, Ferdinand Marcos firma la proclamación n.º 1081, colocando a todo el país bajo la ley marcial.
- 1973: en Washington (Estados Unidos) el Senado confirma a Henry Kissinger como quincuagésimo sexto secretario de Estado. Es el primer ciudadano naturalizado en ocupar este cargo.
- 1974: en Estados Unidos, Barry White llega al número 1 en los sencillos musicales estadounidenses con la canción Can’t get enough of your love, baby.
- 1974: en Roma, Perico Fernández gana el campeonato mundial de boxeo.
- 1976: en Washington D. C., el excanciller chileno Orlando Letelier (a quien Pinochet le había quitado la ciudadanía chilena once días antes) es asesinado junto con su secretaria Ronni Moffitt por espías de la dictadura chilena y mercenarios cubanos anticastristas dirigidos por el agente de la CIA Michael Townley.
- 1979: en Chile se funda la comuna Hualaihué.
- 1979: en Buenos Aires la dictadura cívico-militar argentina secuestraba a la guerrillera montonera Adriana Lesgart que sería víctima de homicidio en diciembre de 1980.
- 1979: en Mendoza (Argentina) con rumbo a Los Andes (Chile) sale el último tren de pasajeros del Ferrocarril Trasandino.
- 1981: Belice se independiza del Imperio británico.
- 1981: el senado estadounidense confirma a Sandra Day O'Connor, primera mujer en ocupar el cargo de juez del Tribunal Supremo en los Estados Unidos.
- 1982: en el Líbano, Amin Gemayel es elegido presidente en reemplazo de Bashir Gemayel, su hermano asesinado.
- 1984: en los Estados Unidos, la NASA lanza la nave Galaxy-C.
- 1984: Brunéi se une a las Naciones Unidas.
- 1985: Corea del Norte y Corea del Sur abren sus fronteras para su programa de reunión de las familias.
- 1985: en Perú se funda el distrito de La Primavera.
- 1991: Armenia declara oficialmente su independencia de la Unión Soviética.
- 1992: la Santa Sede y México establecen relaciones diplomáticas, interrumpidas hacía un siglo.
- 1993: en Rusia, el golpe de Estado de Boris Yeltsin disuelve el parlamento ruso.
- 1993: la banda estadounidense Nirvana publica su cuarto álbum, In Utero.
- 1993: en Viena, cuarenta de los 120 países del OIEA firman la primera convención internacional sobre seguridad nuclear.
- 1996: John F. Kennedy Jr. se casa con Carolyn Bessette en una ceremonia privada en la isla de Cumberland.
- 1998: en Puerto Rico, el huracán Georges causa graves daños.
- 1998: Bill Clinton testifica ante el Gran Jurado estadounidense sobre sus relaciones con Monica Lewinsky.
- 1999: en Taichung (región central de Taiwán) sucede el Terremoto de Chichi de 1999, de magnitud 7,3, que deja un saldo de 11.441 heridos y 2.417 muertos.
- 1999: En Japón, se lanzó la primera entrega de la serie de manga Naruto de Masashi Kishimoto.
- 2001: en Francia sucede la Explosión de AZF en Toulouse, con 30 muertos y más de 10 000 heridos.
- 2002: el Santo Sudario, tras varias décadas de permanecer guardado, es mostrado a la prensa por el cardenal arzobispo de Turín, Severino Poletto. El lienzo estaba seriamente deteriorado.
- 2003: tras ocho años de exploración del sistema de Júpiter finaliza la misión Galileo.
- 2004: luego de estar 4 años en prisión, la cantante Gloria Trevi es absuelta de cargos de corrupción de menores.
- 2005: en el Aeropuerto de Los Ángeles, el piloto de un avión A320 de JetBlue Airways logra un aterrizaje de emergencia: los pasajeros y la tripulación salen ilesos.
- 2007: en Chile, la Corte Suprema aprueba la extradición a Perú del expresidente Fujimori.
- 2007: el gobierno de Guatemala expresa su beneplácito por la llegada a ese país de la réplica oficial del Códice Dresde, una invaluable pieza de la milenaria civilización maya, cedido por autoridades académicas de Alemania.
- 2009: arqueólogos alemanes descubren en Siria una cámara mortuoria llena de restos humanos y ofrendas, con una antigüedad de más de 3500 años.
- 2009: regresa a Honduras el depuesto presidente hondureño Manuel Zelaya y se instala en la Embajada de Brasil.
- 2012: en Acámbaro (México) se inaugura la Tercera Feria Internacional de la Panificación, teniendo como invitados de honor a Belice y Jalisco.
- 2012: Ashraf Ghani Ahmadzai es elegido nuevo presidente de Afganistán.

## Nacimientos
- 100: Annia Galeria Faustina, esposa de Antonino Pío (f. 140).
- 1415: Federico III, emperador romano-germánico (f. 1493).
- 1428: Jingtai, séptimo emperador de la dinastía Ming, China (f. 1457)
- 1452: Girolamo Savonarola, fraile dominico italiano (n. 1498).
- 1525: Pedro Enríquez de Acevedo, noble, militar y político español (f. 1610).
- 1706: Richard Dick Turpin, bandolero británico (f. 1739).
- 1713: Miguel de Olivares, historiador, sacerdote jesuita y misionero cristiano chileno entre el pueblo mapuche (f. 1786).
- 1720: Sarah Scott, escritora y traductora británica (f. 1795).
- 1726: Jovan Rajić, escritor e historiador serbio (f. 1801)

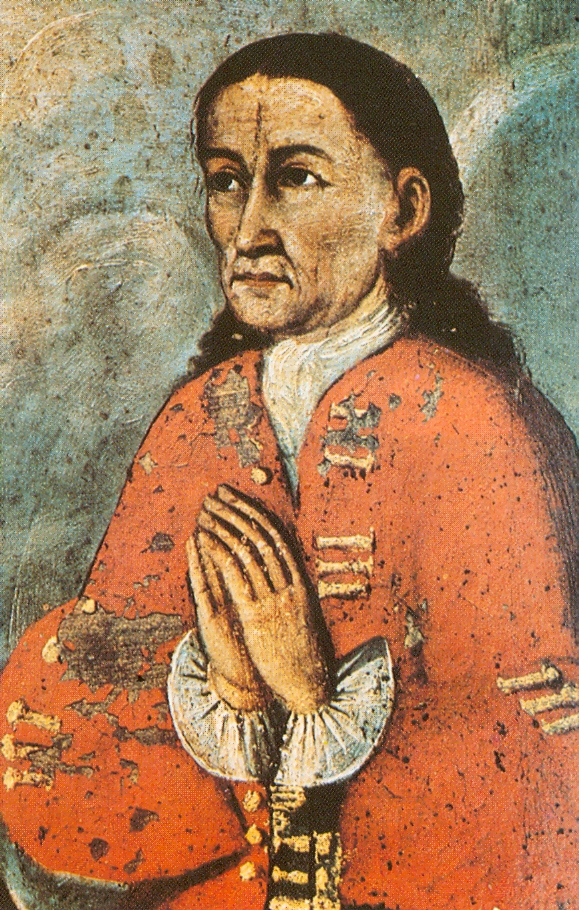
Mateo Pumacahua.

- 1740: Mateo Pumacahua, militar peruano (f. 1815).
- 1756: John Loudon McAdam, ingeniero constructor de carreteras escocés (f. 1836).
- 1760: Peter Olof Swartz, botánico, micólogo, algólogo, pteridólogo, y briólogo sueco (f. 1818).
- 1788: Geert Adriaans Boomgaard, primer hombre supercentenario verificado (f. 1899).
- 1804: Manuel Cantero de San Vicente, economista y político español (f. 1876).

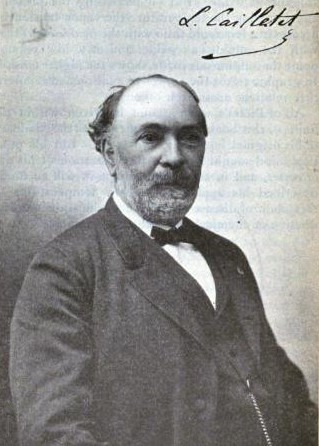
Louis Paul Cailletet.

- 1832: Louis-Paul Cailletet, físico e inventor francés (f. 1913).
- 1840: Murad V, sultán otomano en el año 1876 (f. 1904).
- 1842: Abdul Hamid II, sultán otomano (f. 1918).

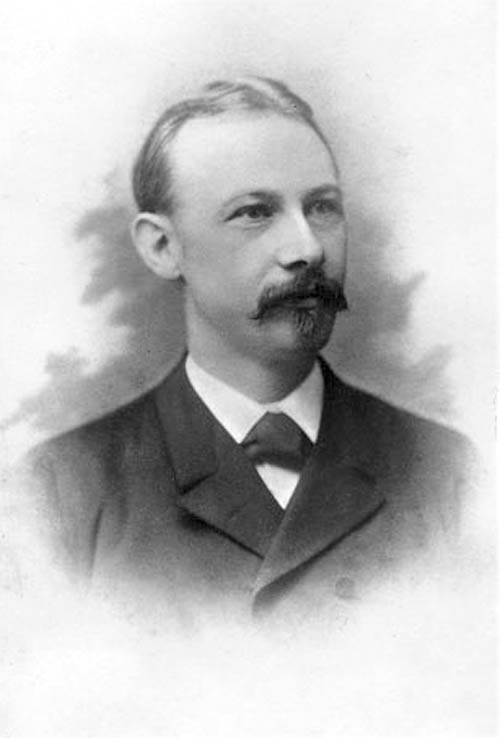
Heike Kamerlingh Onnes.

- 1853: Heike Kamerlingh Onnes, físico neerlandés, Premio Nobel de Física 1913 (f. 1926).
- 1857: Étienne Terrus, pintor francés (f. 1922).
- 1859: Luis Monteverde, político argentino (f. 1925).
- 1859: Francesc Macià i Llussà, político y militar español (f. 1933)
- 1864: Elena Văcărescu, escritora rumano-francesa (f. 1947).
- 1866: H. G. Wells, escritor británico (f. 1946).
- 1866: Charles Nicolle, médico francés, premio nobel de medicina en 1928 (f. 1936).
- 1867: Henry L. Stimson, político estadounidense (f. 1950).
- 1869: Carlo Airoldi, atleta italiano (f. 1929).
- 1870: Julián Besteiro, político español (f. 1940).
- 1870: Sascha Schneider, pintor e ilustrador alemán (f. 1927).
- 1871, Iván Gubkin, geólogo ruso y soviético (f. 1939).

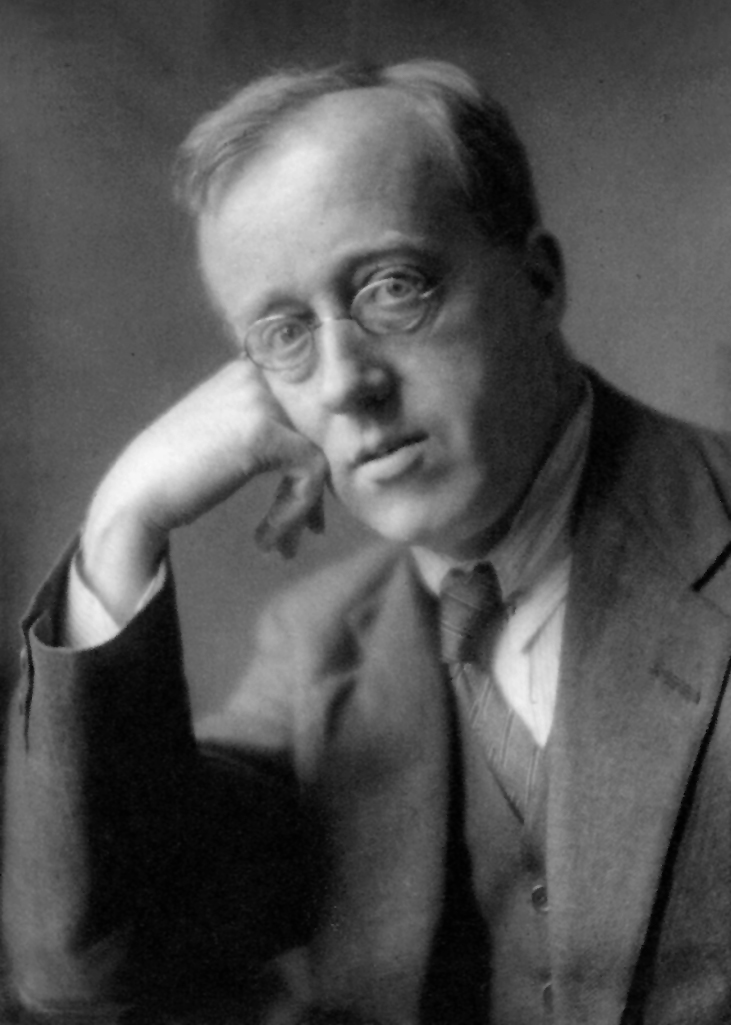
Gustav Holst.

- 1874: Gustav Holst, compositor británico (f. 1934).
- 1875: Eduardo Callejo de la Cuesta, político y abogado español (f. 1950).
- 1876: Julio González, escultor español (f. 1942).
- 1879: Pedro Manini Ríos, político uruguayo (f. 1958).
- 1891: George Kay, futbolista británico (f. 1954).
- 1891: Manuel Romero, dramaturgo, letrista y cineasta argentino (f. 1954).
- 1893: Varelito, torero español (f. 1922).
- 1894: James Ashmore Creelman, guionista estadounidense (f. 1941).

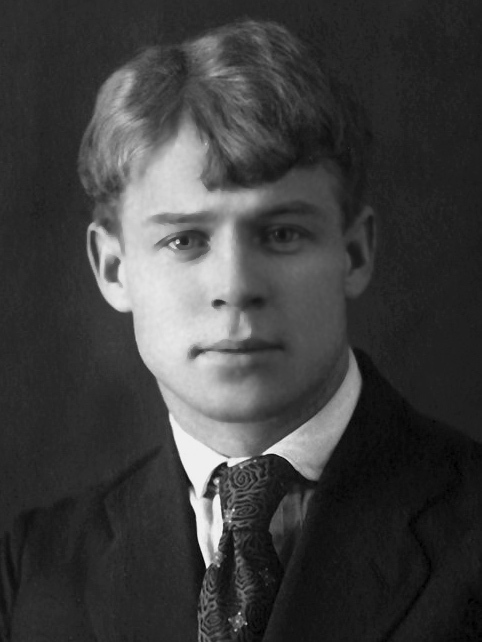
Serguéi Yesenin.

- 1895: Serguéi Yesenin, poeta ruso (f. 1925).
- 1895: Juan de la Cierva, inventor, científico y aeronáutico español, inventor del autogiro (f. 1936).
- 1897: Félix Fernández, actor español (f. 1966).
- 1899: José Pedroni, poeta argentino (f. 1968).
- 1901: Vicente Solano Lima, político conservador argentino (f. 1984).
- 1902: Luis Cernuda, poeta español (f. 1963).
- 1903: Jorge Cuesta, químico y escritor mexicano (f. 1942).
- 1907: Juan Alcaide, poeta español (f. 1951).
- 1907: Edward Bullard, geofísico británico (f. 1980).

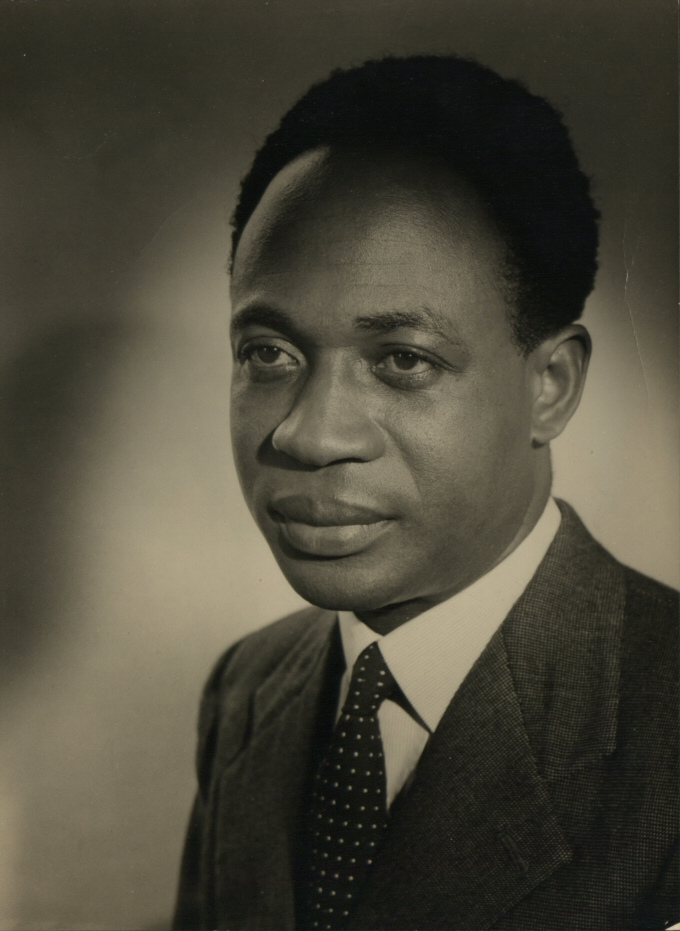
Kwame Nkrumah.

- 1909: Kwame Nkrumah, político ghanés (f. 1972).
- 1911: José Alvarado Santos, escritor y periodista mexicano (f. 1974).

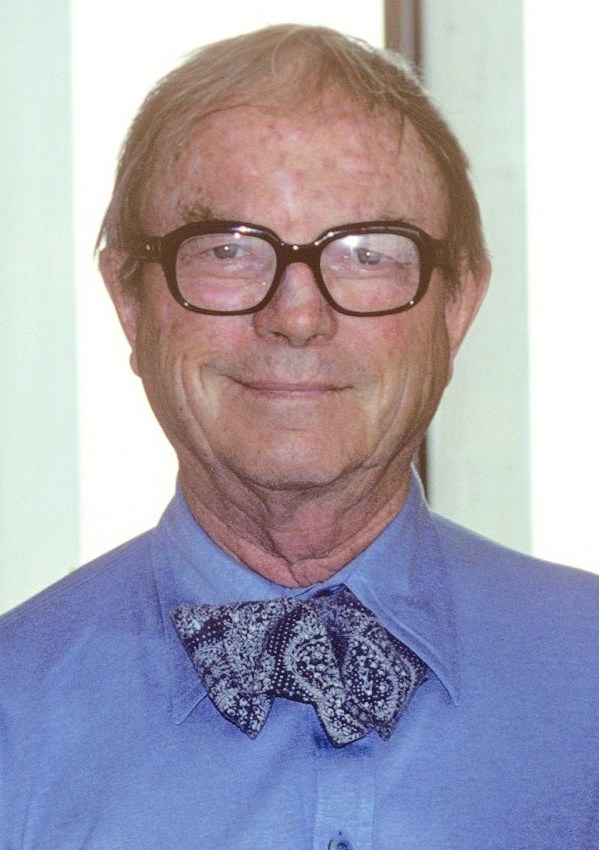
Chuck Jones.

- 1912: Chuck Jones, animador, director y productor estadounidense (f. 2002).
- 1912: György Sándor, pianista húngaro (f. 2005).
- 1916: Françoise Giroud, periodista y política francesa (f. 2003).
- 1917: Mateo Zapata, activista mexicano (f. 2007).
- 1918: Juan José Arreola, escritor mexicano (f. 2001).

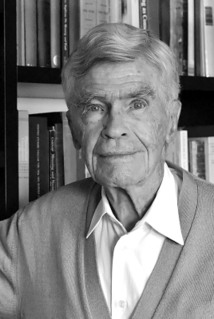
Mario Bunge.

- 1919: Mario Bunge, físico y filósofo argentino (f. 2020).
- 1920: Carmen Jiménez, escultora española (f. 2016).
- 1920: Kenneth McAlpine, piloto de automovilismo británico (f. 2023).
- 1924: Hermann Buhl, montañero austriaco (f. 1957).
- 1926: Donald Arthur Glaser, físico estadounidense premio nobel de física en 1960 (f. 2013).
- 1926: Noor Jehan, actriz y cantante paquistaní (f. 2000)
- 1927: Yuri Yappa, físico teórico soviético (f. 1998)
- 1928: Édouard Glissant, escritor francés (f. 2011).
- 1928: Enrique Montoya, cantaor español (f. 1993).
- 1929: Héctor Alterio, actor argentino.
- 1929: Sándor Kocsis, futbolista húngaro (f. 1979).
- 1929: Cipe Lincovsky, actriz argentina (f. 2015).

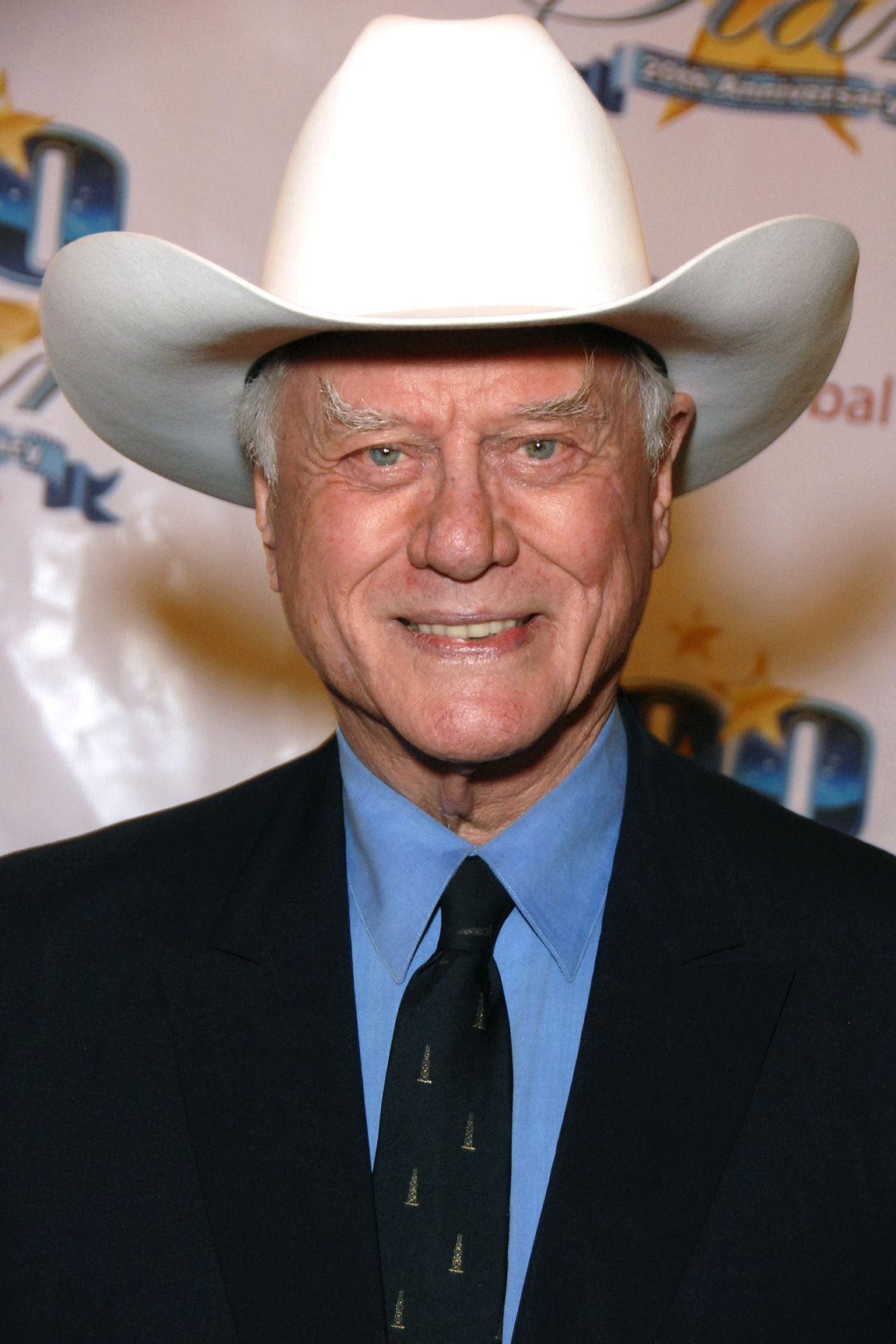
Larry Hagman.

- 1931: José María Silvero, futbolista argentino (f. 2010).
- 1931: Larry Hagman, actor estadounidense (f. 2012).
- 1931: Syukuro Manabe, meteorólogo y climatólogo japonés, Premio Nobel de Física 2021.

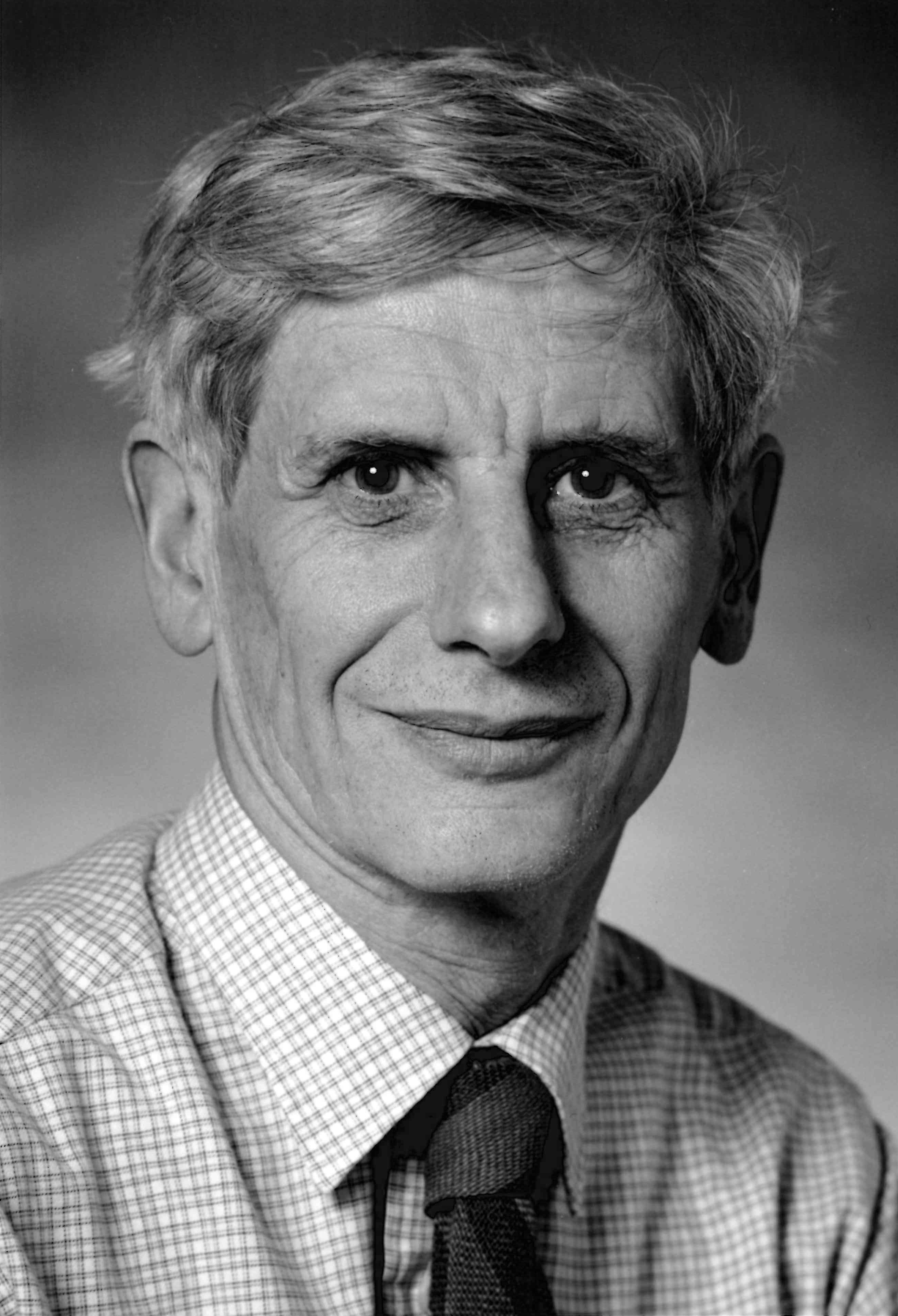
David Thouless.

- 1934: Augusto Ramírez Ocampo, fue un abogado, economista, diplomático y político colombiano. (f. 2011).
- 1934: David J. Thouless, físico británico, Premio Nobel de Física 2016 (f. 2019).
- 1934: Leonard Cohen, poeta, novelista y cantante canadiense (f. 2016).
- 1934: María Rubio, actriz mexicana (f. 2018).
- 1934: Sigrid Valdis, actriz estadounidense (f. 2007).
- 1936: Teresa Gimpera, actriz española (f. 2024)
- 1937: Amparo Baró, actriz española (f. 2015).
- 1938: Eduardo Úrculo, pintor y escultor español (f. 2003).
- 1938: Nicolás Cotugno, arzobispo uruguayo.
- 1938: Jaime Torres, músico argentino (f. 2018).
- 1941: Nuria Feliú, cantante y actriz española.
- 1942: Luis Mateo Díez, escritor español.
- 1942: Juan Cruz Alli, político español.
- 1942: René Grelin, ciclista francés.
- 1943: Oscar Safuán, compositor y arreglista paraguayo (f. 2007).
- 1943: Buddy Richard, cantautor chileno.
- 1943: Jerry Bruckheimer, productor estadounidense de cine y televisión.
- 1944: Fannie Flagg, escritora estadounidense.
- 1946: Moritz Leuenberger, político suizo.
- 1947: Edward Ishita, cantante japonés de ópera.
- 1947: Stephen King, escritor estadounidense.
- 1947: Don Felder, guitarrista estadounidense, de la banda The Eagles.
- 1947: Marcelo Oxenford, actor argentino.
- 1948: Artis Gilmore, baloncestista estadounidense.

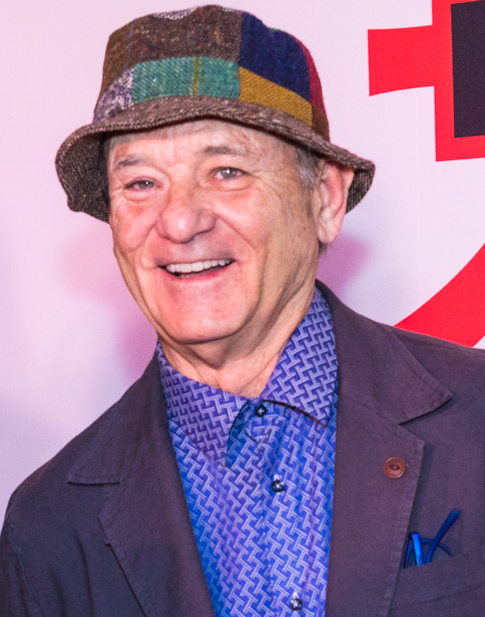
Bill Murray.

- 1950: Bill Murray, actor estadounidense.
- 1953: Lars Saabye Christensen, escritor noruego.
- 1953: Arie Luyendyk, piloto neerlandés de automovilismo.
- 1953: Bob Huggins, entrenador de baloncesto estadounidense.

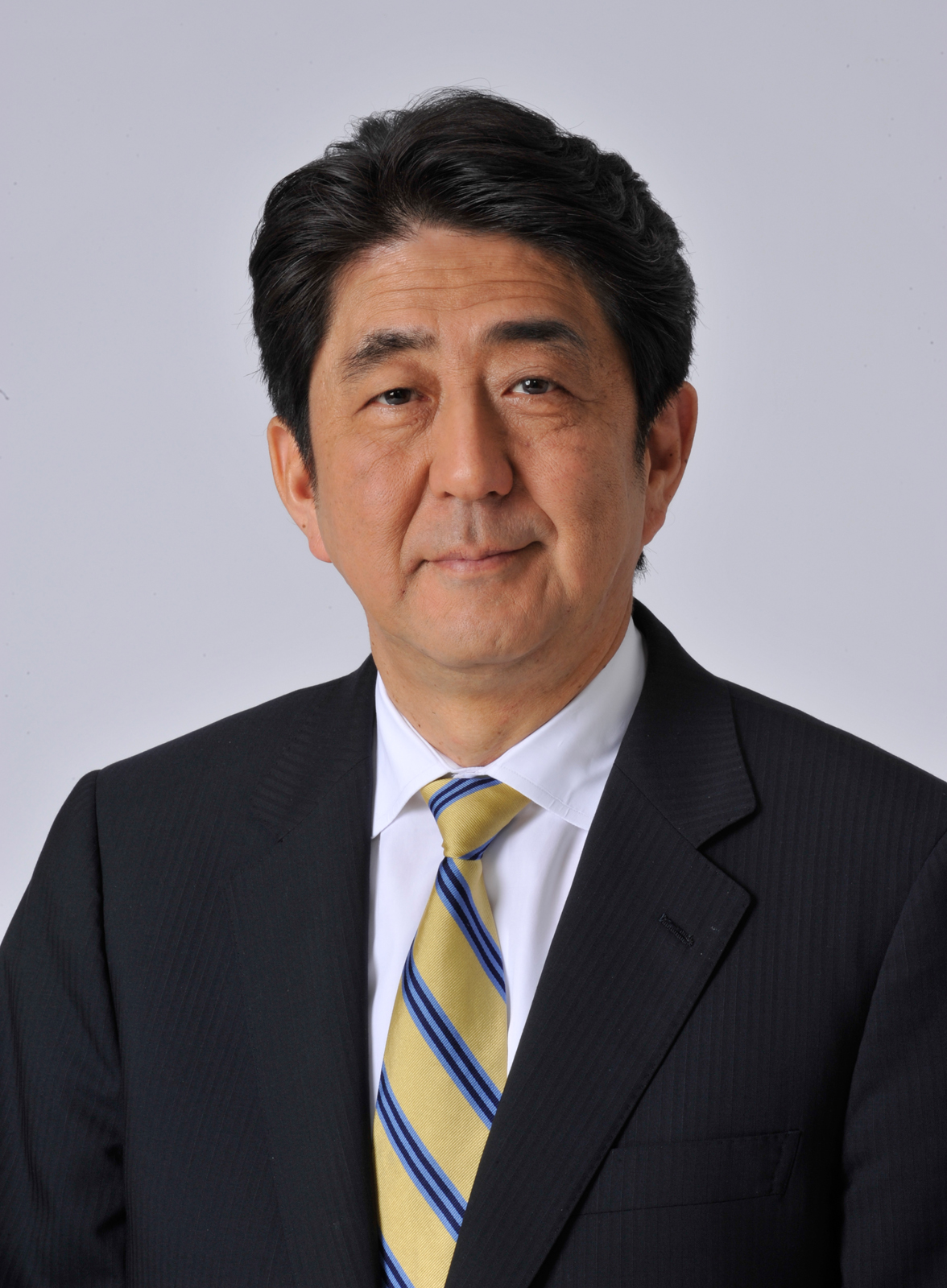
Shinzō Abe.

- 1954: Shinzō Abe, político japonés, primer ministro de Japón entre 2006 y 2007 y entre 2012 y 2020 (f. 2022).
- 1955: Mercedes Morán, actriz argentina.
- 1956: Celeste Carballo, cantautora argentina de rock y blues.
- 1956: Marta Kauffman, productora estadounidense (creadora de Friends).
- 1957: Ethan Coen, cineasta estadounidense.
- 1957: Sidney Moncrief, baloncestista y entrenador estadounidense.
- 1957: Kevin Rudd, primer ministro australiano.
- 1959: Corinne Drewery, cantante británica, de la banda Swing Out Sister.
- 1959: Eulalia Ramón, actriz española.
- 1960: Sikandar Sanam, actor y cantante paquistaní (f. 2012)
- 1961: Diego Capusotto, actor y humorista argentino.
- 1962: Fernando Larraín, actor chileno.
- 1963: Fernando Albizu, actor español.
- 1964: Jorge Drexler, músico uruguayo.

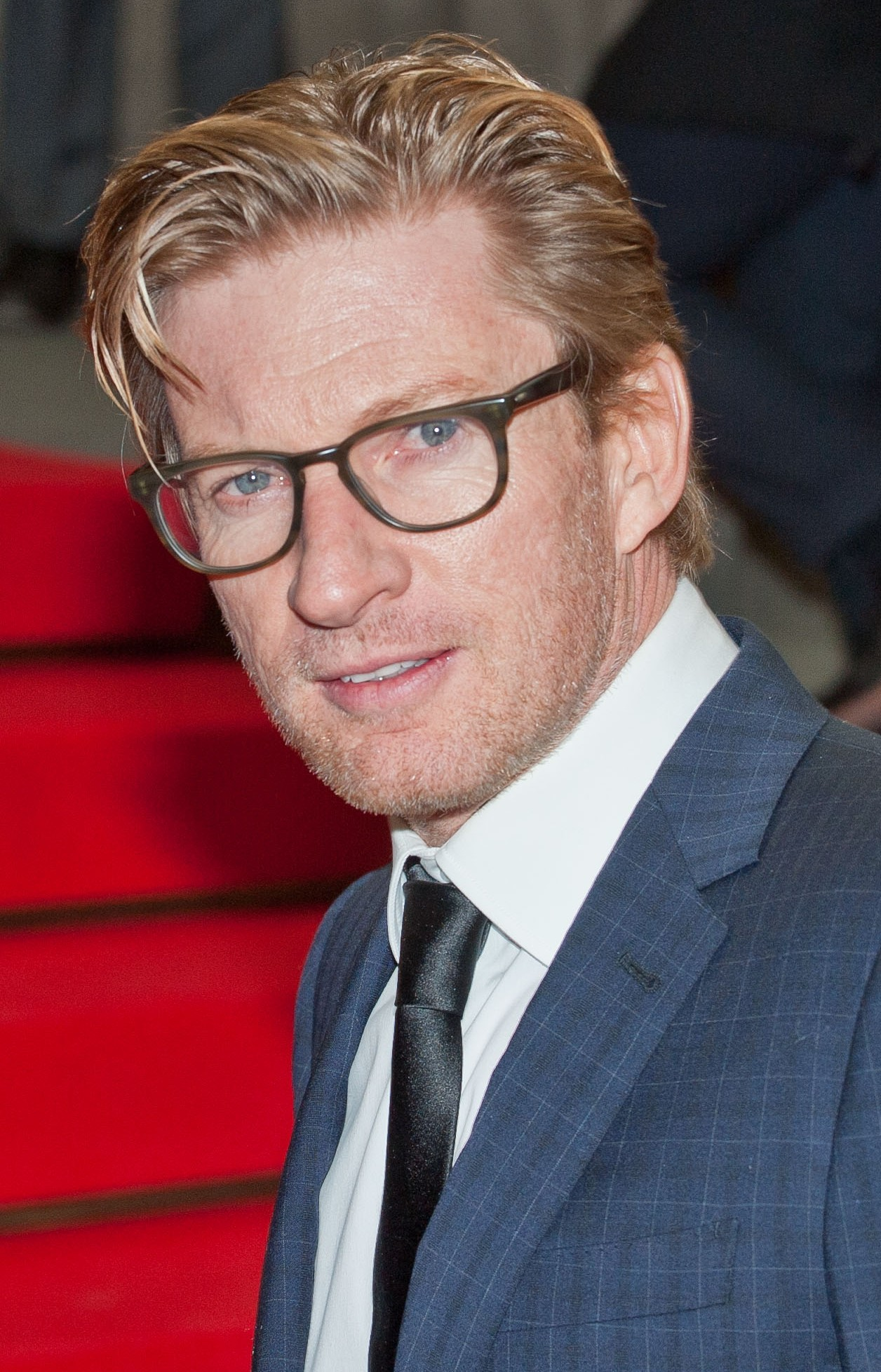
David Wenham.

- 1965: David Wenham, actor australiano.
- 1965: Markus Grosskopf, músico alemán, de la banda Helloween.
- 1965: Cheryl Hines, actriz estadounidense.

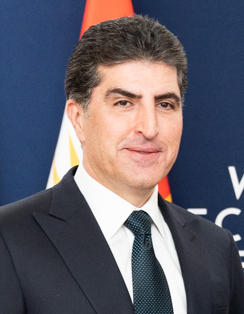
Nechirvan Barzani

- 1966: Nechirvan Barzani, político kurdo.
- 1966: Tab Ramos, futbolista uruguayo naturalizado estadounidense.
- 1967: Faith Hill, cantante country estadounidense.
- 1967: Suman Pokhrel, poeta, traductor y artista nepalí

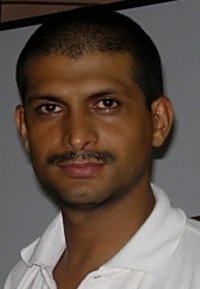
Suman Pokhrel

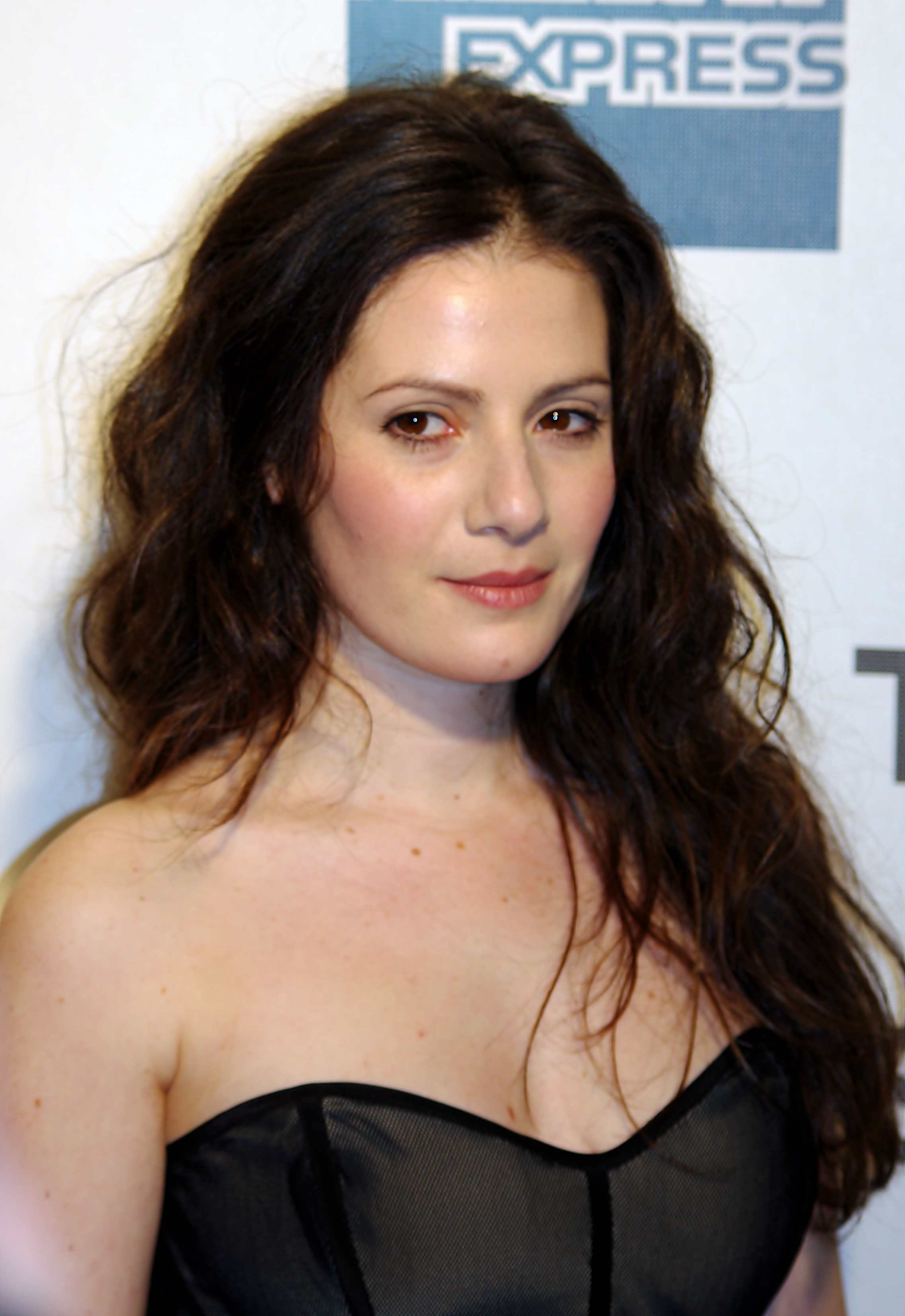
Aleksa Palladino

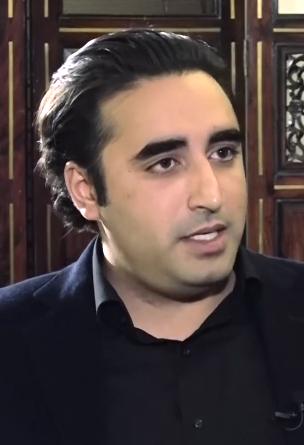
Bilawal Bhutto Zardari

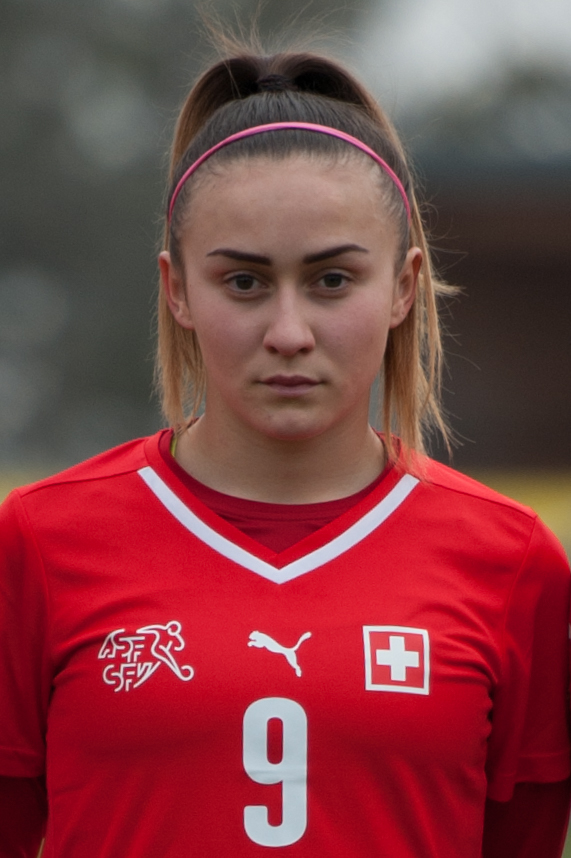
Lara Marti

- 1968: Alex Amaral, actor español brasileño.
- 1968: Juan Andrés Salfate, crítico de cine chileno.
- 1969: Pablo Echarri, actor argentino.
- 1970: Samantha Power, política estadounidense.
- 1971: Alfonso Ribeiro, actor y cantante estadounidense.
- 1971: Luke Wilson, actor estadounidense.
- 1971: Barbara Tissier, actriz y directora de doblaje francesa.
- 1972: Liam Gallagher, músico británico.
- 1972: David Silveria, baterista estadounidense, de la banda Korn.
- 1972: Hitoshi Morishita, futbolista japonés.
- 1972: Tsuyoshi Furukawa, futbolista japonés.
- 1972: Randolph Childress, baloncestista estadounidense.
- 1973: Virginia Ruano, tenista española.
- 1973: Oswaldo Sánchez, futbolista mexicano.
- 1973: Daniel Guzmán, actor, director y guionista español.
- 1973: Edgars Rinkēvičs, político letón, Presidente de Letonia desde 2023.
- 1974: Martín Liberman, periodista deportivo argentino.
- 1974: Diego Martín, actor español.
- 1974: Luis Robson, futbolista brasileño.
- 1974: Giuliano Giannichedda, futbolista italiano.
- 1974: Marco Bizzozero, remero italiano.
- 1974: Marcus Pürk, futbolista austriaco.
- 1974: Bryce Drew, baloncestista estadounidense.
- 1975: Marcelo Goux, futbolista argentino.
- 1975: Ronny Deila, futbolista y entrenador noruego.
- 1975: Lil Rob, rapero mexicano-estadounidense.
- 1975: Catherine Murphy, atleta británica.
- 1975: Kaisa Varis, esquiadora de fondo finlandesa.
- 1975: Anna Marissa de Leon, taekwondista filipina.
- 1975: Gorka Villar, abogado español.
- 1975: Craig Thompson, historietista estadounidense.
- 1975: Darko Radovanović, cantante serbio (f. 2011).
- 1975: Héctor Hurtado, futbolista colombiano.
- 1975: Acelino Freitas, boxeador brasileño.
- 1976: Jonas Bjerre, músico danés, de la banda Mew.
- 1977: Takeshi Ushibana, futbolista japonés.
- 1977: Christian Pömer, ciclista austriaco.
- 1978: Nerviozzo (Eduardo Sánchez), maestro de ceremonias y productor musical español.
- 1978: Alexandre Quennoz, futbolista suizo.
- 1979: Rodri Gimeno, futbolista español.
- 1979: Richard Dunne, futbolista irlandés.
- 1979: Keith Lasley, futbolista escocés.
- 1979: Julien François, futbolista francés.
- 1979: Mauricio Salazar Durán, futbolista chileno.
- 1979: Barak Bakhar, futbolista y entrenador israelí.
- 1980: Kareena Kapoor, actriz india.
- 1980: Aleksa Palladino, actriz estadounidense.
- 1981: Nicole Richie, actriz estadounidense.
- 1981: Phoenix Marie, actriz estadounidense.
- 1981: Luciano Pereyra, cantante y compositor argentino.
- 1982: Marat Izmáilov, futbolista ruso.
- 1982: Marco Navas, futbolista español.
- 1982: Reza Norouzi, futbolista iraní.
- 1982: Jon McKain, futbolista australiano.
- 1983: Fernando Cavenaghi, futbolista argentino.
- 1983: Joseph Mazzello, actor estadounidense.
- 1983: Maggie Grace, actriz estadounidense.
- 1983: Cristian Hidalgo, futbolista español.
- 1983: Éder Monteiro Fernandes, futbolista brasileño.
- 1983: Scott Evans, actor estadounidense.
- 1983: Anna Favella, actriz italiana.
- 1984: Vicci Martinez, cantante estadounidense.
- 1984: Hassan Al Mosawi, futbolista bareiní.
- 1984: Rinaldo Cruzado, futbolista peruano.
- 1985: Carolina Bang, actriz española.
- 1985: Melvin Ayala, cantante puertorriqueño.
- 1985: Branislav Jovanović, futbolista serbio.
- 1985: Pedro Geromel, futbolista brasileño.
- 1985: Luc Bessala, futbolista camerunés.
- 1986: Faris Badwan, músico británico.
- 1986: Lindsey Stirling, violinista y artista de performance estadounidense.
- 1986: Elvis Onyema, futbolista nigeriano.
- 1986: Kanjana Sung-Ngoen, futbolista tailandesa.
- 1987: Femke Heemskerk, nadadora neerlandesa.
- 1987: Néstor Querol Mateu, futbolista español.
- 1987: Michał Pazdan, futbolista polaco.
- 1987: Dalibor Veselinović, futbolista serbio.
- 1988: Bilawal Bhutto, político paquistaní.
- 1988: Daniela Camaiora, actriz y cantante peruana.
- 1988: Luan Michel de Louzã, futbolista brasileño.
- 1989: Jason Derülo, cantautor, actor y bailarín estadounidense.
- 1989: Ben Mee, futbolista británico.
- 1989: Małgorzata Wojtyra, ciclista polaca.
- 1990: Allison Scagliotti-Smith, actriz estadounidense.
- 1990: Christian Serratos, actriz estadounidense.
- 1990: Danny Batth, futbolista inglés.
- 1991: Daniele Ragatzu, futbolista italiano.
- 1991: Lukian Araújo de Almeida, futbolista brasileño.
- 1991: Oleksandr Golovash, ciclista ucraniano.
- 1991: Eric Engler, ciclista alemán.
- 1992: Chen (cantante), cantante, bailarín y modelo surcoreano.
- 1992: Matías Tellechea, futbolista uruguayo.
- 1992: Jacek Góralski, futbolista polaco.
- 1992: Alireza Beiranvand, futbolista iraní.
- 1992: Pablo González Méndez, futbolista español.
- 1993: Rocío Soto, futbolista chilena.
- 1993: Tanaboon Kesarat, futbolista tailandés.
- 1993: Zaine Pierre, futbolista santaluciano.
- 1993: Ante Rebić, futbolista croata.
- 1993: Miguel Ángel Benito, ciclista español.
- 1994: Benjamin Proud, nadador británico.
- 1994: Hideki Ishige, futbolista japonés.
- 1994: Carlos Mosquera Marmolejo, futbolista colombiano.
- 1994: José Carlos Muñoz, futbolista boliviano.
- 1995: Neveal Hackshaw, futbolista trinitense.
- 1995: Bruno Caboclo, baloncestista brasileño.
- 1995: Jessica Salazar, ciclista mexicana.
- 1995: Julen Azkue, futbolista español.
- 1996: Kristine Froseth, actriz y modelo noruego-estadounidense.
- 1996: Thilo Kehrer, futbolista alemán.
- 1996: Mariya Skora, yudoca ucraniana.
- 1996: Denzel Andersson, baloncestista sueco.
- 1996: Shizz Alston, baloncestista estadounidense.
- 1996: Jesús de Miguel Alameda, futbolista español.
- 1997: Victoria Georgieva, cantante búlgara.
- 1997: Ronald Hernández, futbolista venezolano.
- 1997: Jhon Arias, futbolista colombiano.
- 1997: Gorman Estacio, futbolista ecuatoriano.
- 1998: Tadej Pogačar, ciclista esloveno.
- 1998: Óscar Casas, actor español.
- 1998: José Antonio García Robledo, futbolista hondureño.
- 1998: Matías Ormazábal, futbolista chileno.
- 1999: Alexander Isak, futbolista sueco.
- 1999: Claudia Bunge, futbolista neozelandesa.
- 1999: Lara Marti, futbolista suiza.
- 1999: Will McDonald, actor australiano.
- 1999: Henry Davis, beisbolista estadounidense.
- 1999: Amber van der Hulst, ciclista neerlandesa.
- 1999: Mahsa Amini, activista iraní (f. 2022).
- 2000: Florian Lipowitz, ciclista alemán.
- 2000: Fabio Van den Bossche, ciclista belga.
- 2000: Marcus Sasser, baloncestista estadounidense.
- 2001: Emmanuel Gyabuaa, futbolista italiano.
- 2002: Shoji Toyama, futbolista japonés.
- 2002: Leandro Brey, futbolista argentino.
- 2003: Justin Omoregie, futbolista austriaco.
- 2003: Landing Badji, futbolista senegalés.
- 2003: Kobe Bufkin, baloncestista estadounidense.
- 2005: Jacob Wright, futbolista británico.
- 2007: Noé de Nassau, príncipe de Nassau.

## Fallecimientos
- 19 a. C.: Virgilio, poeta italiano, autor de la Eneida (n. 70 a. C.).
- 454: Flavio Aecio, prestigioso general romano; asesinado por el emperador Valentiniano III (n. 396).
- 687: Conón, religioso italiano, papa entre 686 y 687 (n. 1630).
- 1327: Eduardo II, rey inglés; asesinado (n. 1284).
- 1542: Juan Boscán, poeta español (n. 1492).
- 1558: Carlos I, rey español entre 1516 y 1556 (n. 1500).

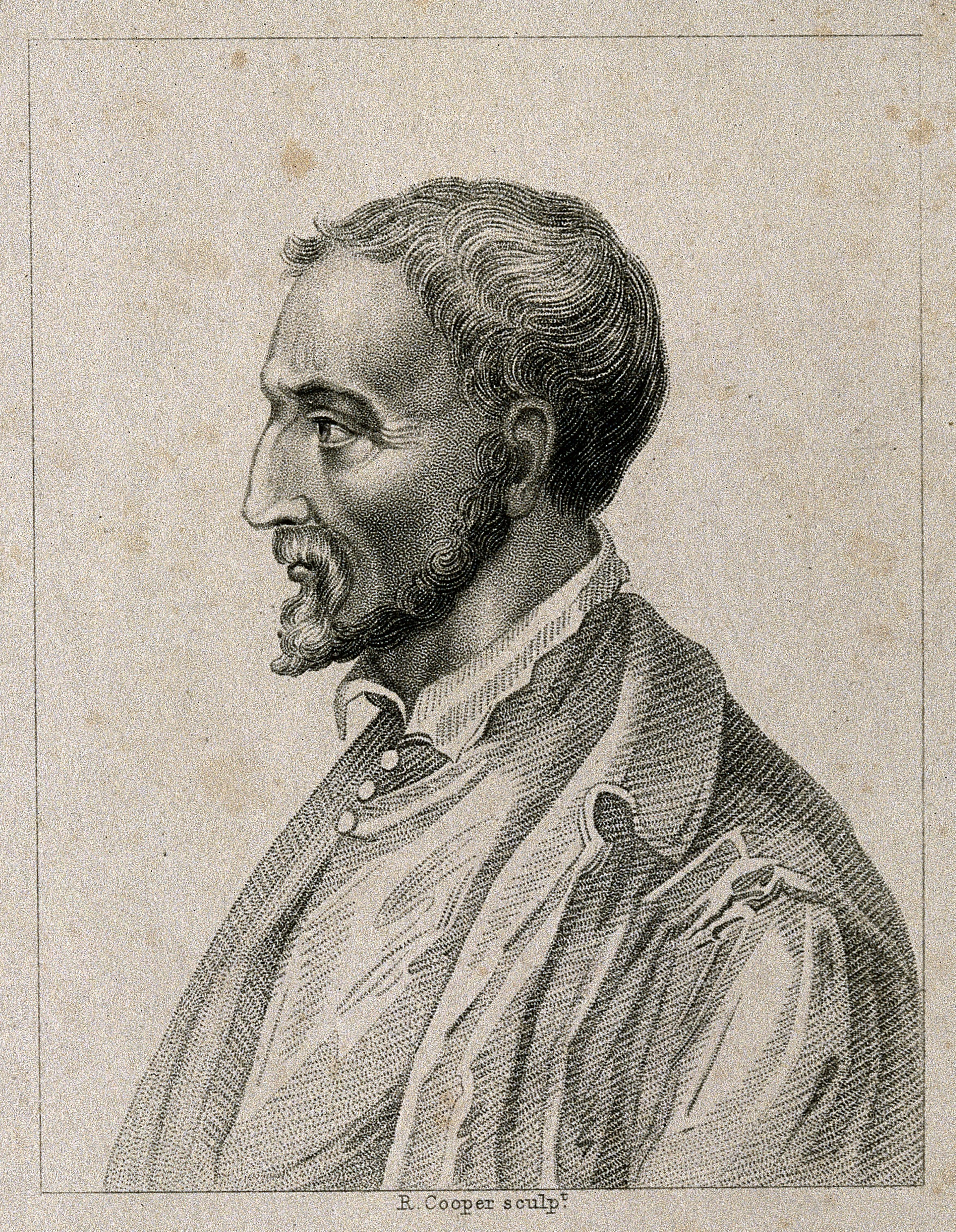
Girolamo Cardano.

- 1576: Jerónimo Cardano, filósofo, médico, astrólogo y matemático italiano (n. 1501).
- 1591: Ambrosio de Morales, escritor español (n. 1513).
- 1626: François de Bonne, aristócrata francés (n. 1543).
- 1827: Francisco Abad Moreno, guerrillero español (n. 1788).
- 1832: Walter Scott, escritor británico (n. 1771).
- 1849: Manuel de Sarratea, diplomático, político y militar argentino (n. 1774).
- 1860: Arthur Schopenhauer, filósofo alemán (n. 1788).
- 1870: José Loreto Arismendi, político y militar venezolano (n. 1825).
- 1875: Alexandra de Baviera, princesa alemana (n. 1826).
- 1878: Thomas Belt, geólogo y naturalista británico (n. 1832).
- 1880: Manuel Montt, presidente chileno (n. 1809).
- 1901: Tulio Varón, guerrillero colombiano, uno de los líderes liberales de la guerra de los Mil Días en Colombia (n. 1860).
- 1905: Francisco García Calderón, político peruano, presidente (n. 1834).
- 1905: Francisco Navarro Ledesma, periodista y cervantista español (n. 1869).
- 1921: Amala, niña bengalí autista, supuestamente criada por lobos (n. 1919).
- 1921: Eugen Dühring, profesor de mecánica, abogado, filósofo y economista alemán, criticado por Friedrich Engels en el Anti-Dühring (n. 1933).
- 1923: Fidel Pagés, cirujano español (n. 1886).
- 1926: León Charles Thevenín, ingeniero en telegrafía francés (n. 1857).
- 1939: Guillermo G. Cano, político argentino (n. 1884).
- 1945: Seita Yokokawa, Grave of the fireflies (n. 1931)
- 1947: Vasili Glagolev, militar soviético y Héroe de la Unión Soviética (n. 1896).
- 1949: Jorge Cáceres, poeta y bailarín chileno (n. 1923).
- 1956: Rigoberto López Pérez, poeta nicaragüense (n. 1929).
- 1957: Norma Giménez, actriz argentina (n. 1930).
- 1957: Haakon VII, rey noruego (n. 1872).
- 1959: Abraham Flexner, educador estadounidense (n. 1866).
- 1962: Francisco de Arteaga, ingeniero aeronáutico argentino. (n. 1883 )
- 1963: Paulino Masip, guionista cinematográfico y escritor español (f. 1899).
- 1965: Eusterio Buey Alario, escritor español (n. 1889).
- 1970: Lídiya Serguiyévskaya, botánica y bióloga rusa (n. 1897).
- 1971: Bernardo Houssay, médico y farmacéutico argentino. (n. 1887).
- 1974: Walter Brennan, actor estadounidense (f. 1894).
- 1976: Orlando Letelier, político, economista y embajador chileno (n. 1932).
- 1976: Ronni Moffitt, activista estadounidense (n. 1951).
- 1982: Iván Bagramián, comandante soviético (n. 1897).
- 1983: Xavier Zubiri, filósofo español (n. 1898).
- 1987: Jaco Pastorius, bajista estadounidense (f. 1951).
- 1991: Baltazar R. Leyva Mancilla, militar y político mexicano (n. 1896).
- 1995: Delfy de Ortega, actriz italo-argentina (n. 1920).
- 1997: Jennifer Holt, actriz estadounidense (n. 1920).
- 1997: Miguel Schweitzer, jurista chileno (n. 1908).
- 1998: Florence Griffith Joyner, atleta estadounidense (n. 1959).
- 1999: Norman Rossington, actor británico (n. 1928).
- 2000: Leonid Rógozov, médico soviético que se practicó una autocirugía (n. 1934).
- 2005: Rosa María Aranda, escritora española (n. 1920).
- 2006: María Esther Gamas, actriz argentina (n. 1910).
- 2008: Carlos González Cruchaga, obispo chileno primo hermano de San Alberto Hurtado (n. 1921).
- 2011: Paulette Dubost, actriz francesa (n. 1910).
- 2012: Mike Sparken, piloto de automovilismo francés (n. 1930),
- 2013: Elena Tasisto, actriz de teatro, cine y televisión argentina (n. 1948).
- 2014: Cecilia Cenci, actriz argentina (n. 1942).
- 2016: Pampa Gambier (Miguel Ángel Gambier), futbolista argentino (n. 1959).
- 2016: Guido Vallejos, dibujante chileno (n. 1929).
- 2017: Robert Beekes (80), lingüista, ensayista y catedrático neerlandés (n. 1937).
- 2018: Trần Đại Quang, político vietnamita, presidente de Vietnam entre 2016 y 2018 (n. 1956).
- 2019: Sid Haig, actor estadounidense (n. 1939).
- 2019: Sigmund Jähn, cosmonauta alemán (n. 1937).
- 2020: Arthur Ashkin, físico estadounidense, premio nobel de física en 2018 (n. 1922).
- 2020: Tommy DeVito, músico y cantante estadounidense (n. 1928).
- 2020: Michael Lonsdale, actor y pintor francés (n. 1931).
- 2020: Jackie Stallone, astróloga y personalidad televisiva estadounidense, madre de Sylvester y Frank Stallone (n. 1921).
- 2021: Willie Garson (57), actor estadounidense (n. 1964).
- 2021: La Prieta Linda (88), cantante y actriz mexicana (n. 1933).
- 2021: Mohamed Hussein Tantawi, militar y político egipcio, presidente de Egipto entre 2011 y 2012 (n. 1935).
- 2023: Cătălin Agafiţei (46), futbolista rumano; cáncer (n. 1976).[1]
- 2023: Yoel Alroy (93), futbolista, abogado y político israelí (n. 1930).[2]
- 2023: Álvaro Arvelo Aybar (80), periodista, locutor y escritor dominicano; cáncer (n. 1942).[3]
- 2023: Nina Belyayeva (92), actriz rusa (n. 1931).[4]
- 2023: Maddy Cusack (27), futbolista británica (n. 1995).[5]
- 2023: Arlen Erdahl (92), político estadounidense (n. 1931).[6]
- 2023: Stevie Faye (95), comediante británico (n. 1927).[7]
- 2023: Huguito Flores (57), cantante argentino; accidente vial (n. 1965).[8]
- 2023: Maya Georgieva (68), jugadora búlgara de voleibol (n. 1955).[9]
- 2023: Hubert Ginn (76), jugador de fútbol americano estadounidense (n. 1947).[10]
- 2023: José Lemos (61), futbolista español (n. 1962).[11]
- 2023: Akhil Mishra (67), actor indio (n. 1956).[12]
- 2023: Aldo Neri (92), médico y político argentino (n. 1930).[13]
- 2023: Walewska Oliveira (43), voleibolista y medallista olímpica brasilera (n. 1979).[14]
- 2023: José Manuel Pérez Latorre (76), arquitecto español (n. 1947).[15]
- 2023: Wenceslao Rambla Zaragozá (75), pintor y académico español (n. 1948).[16]
- 2023: Jeremy Silman (69), ajedrecista y escritor estadounidense (n. 1954).[17]
- 2023: Gaetano Tanti (66), sindicalista maltés (n. 1957).[18]
- 2023: Saroja Vaidyanathan (86), bailarina y coreógrafa india; cáncer (n. 1937).[19]
- 2023: Eugenia Viteri (95), escritora, novelista, antóloga, activista y profesora ecuatoriana (n. 1928).[20] Mario Wainfeld

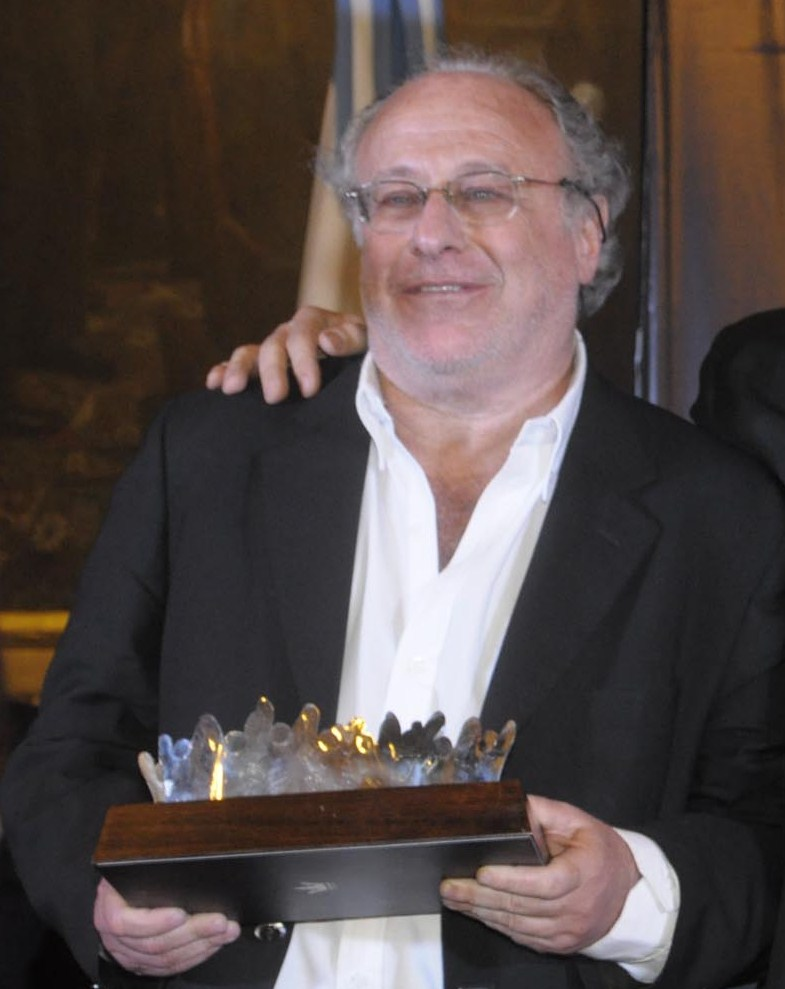
Mario Wainfeld

- 2023: Mario Wainfeld (74), periodista, abogado, docente universitario, escritor e intelectual argentino (n. 1948); infarto.[21]
- 2024: Raquel Blandón, abogada, política y activista guatemalteca, primera dama de Guatemala de 1986 a 1991 (n. 1943).

## Celebraciones
- Día Mundial del Equinoccio: «equinoccio de primavera» (en el hemisferio sur) y «equinoccio de otoño» (en el hemisferio norte).
- Día Internacional del Alzheimer.[22]
- Día Internacional de la Paz.[22]
- Día Internacional contra los Monocultivos de Árboles.[23]
- Día Internacional del Rock Progresivo.
- Día Internacional de la Bibliodiversidad.
- Día Mundial del Orgullo Pagano.[24]
- Día del Artista Plástico.

 Por países
(Por orden alfabético)
- Argentina:
  - Día del Estudiante.[25]Debido a que, en esta fecha, pero en 1888 (hace ya 136 años, 10 meses y 29 días), llegaron al país los restos de Domingo Faustino Sarmiento, quien había fallecido en Asunción del Paraguay. Sarmiento, conocido como el «padre del aula», fue una figura central en la educación argentina y su legado es celebrado en varias efemérides, incluyendo el Día del Maestro, que se conmemora el 11 de septiembre en honor a su fallecimiento.[22]
  - Día del Economista.[26][22]
  - Día del Diseñador.
  - Día del Fotógrafo.[22]
  - Día del Ingeniero Aeronáutico.[27]En conmemoración del fallecimiento del Mayor (R) Ingeniero Aeronáutico Francisco de Arteaga.
  - Día de los Artistas Plásticos.[22]
  - Día del Rock Progresivo.
  - Día de la Sanidad.[22]
  - Día del Trabajador de la Sanidad.[22]
  - Día de los Cosmetólogos.[22]
  - Día del Perfumista.[22]
    -  Buenos Aires: 
      - Día de la Primavera sin Estrellas Amarillas en AUBASA (Autopistas de Buenos Aires).[28]

    -  Ciudad Autónoma de Buenos Aires (CABA): 
      - Día del Barrio de Colegiales.[29]

    -  Misiones: 
      - Día del Cadete de la Policía de Misiones.

    -  Santa Fe: 
      - Día del Mediador Provincial.[30]

- Armenia:
  - Día de la Independencia de la Unión Soviética en 1991, (hace 33 años, 10 meses y 29 días).[31]

- Belice:
  - Día de la Independencia.

- Bolivia:
  - Día del Estudiante.
  - Día del Médico.
  - Día del Amor y la Amistad.
  - Día de la Juventud.

- Brasil:
  - Día del Árbol.

- Chile:
  - Día del Trabajador Radial.

- Ghana:
  - Día del Fundador.
  - Día Nacional del Voluntariado.

- Malta:
  - Día de la Independencia.

- México:
  - Día Nacional de la Lucha Libre y del Luchador Profesional.[32]

- Polonia:
  - Día del Servicio de Aduanas.

### Santoral católico
- San Mateo, apóstol y evangelista.[33]
- San Jonás, profeta.

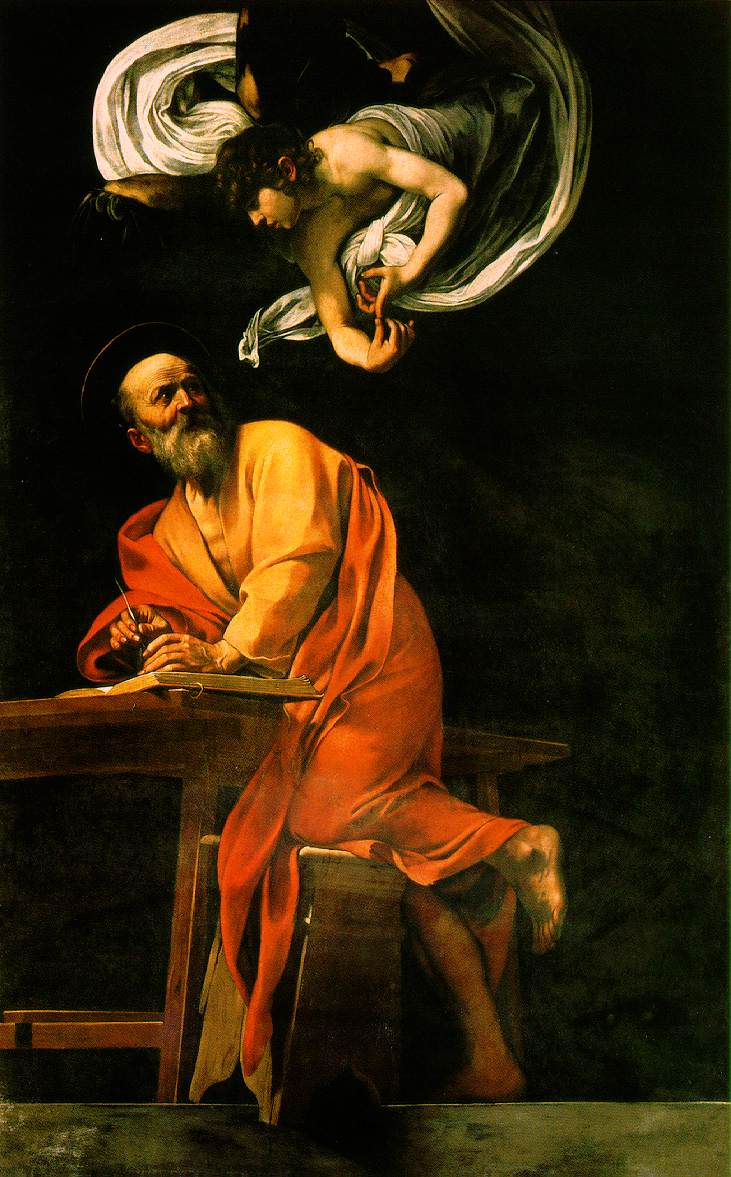
La inspiración de San Mateo, por Caravaggio.

- San Cuadrado de Grecia, discípulo de los apóstoles (s. II).
- San Pámfilo de Roma, mártir.
- San Alejandro de Baccano, mártir.
- Santos Eusebio, Nestabi y Zenón de Gaza, mártires (362).
- San Cástor de Apta Julia, obispo (420).
- San Cadoc de Lan-Carvan, abad (s. VI).
- San Landelino de Ettenheim, monje (s. VII).
- San Gerulfo de Tronchiennes, mártir (750).
- Santa Maura de Troyes, virgen (850).
- Beato Marcos de Mútina Scalabrini, presbítero (1498).
- Santos Francisco Jaccard y Tomás Tramm Van Thiên, mártires (1838).
- Santos Lorenzo Imbert, Pedro Maubant y Jacobo Chastan, mártires (1839).
- Beatos Vicente Galvis Gironés y Manuel Torró García, mártires (1936).

### Fiestas patronales
- España: 
  - fiestas de san Mateo en Esplugas de Llobregat (Barcelona), Talavera de la Reina (Toledo), Monzón (Huesca), Pinsoro (Zaragoza), Oviedo (Principado de Asturias), Logroño (La Rioja), Reinosa (Cantabria), Cuenca (Cuenca), Buñola (Islas Baleares), Ráfol de Salem (Valencia), Lorca (Región de Murcia), Alcalá de Guadaíra (Andalucía) Mula (Región de Murcia), Maoño (Cantabria), Consuegra (Toledo).